# Volvo 66
Volvo 66 är en mindre personbil tillverkad av den svenska fordonstillverkaren Volvo mellan 1975 och 1980. Den är direkt baserad på bilmodellen DAF 66 av den nederländska tillverkaren DAF som tillverkades mellan 1972 och 1976. När Volvo 66 lanserades stack modellen ut från resten av Volvos modellprogram då Volvo vid samma tid tillverkade storbilen 240-serien och den lyxigare 260-serien, så marknaden för Volvo 66 blev aldrig stor i Sverige som föredrog de större familjebilarna. Samtliga modeller hade liksom DAF-föregångarna den steglöst remdrivna automatlådan Variomatic som sedan fick öknamnet Rem-Johan i Sverige.
Volvo 66 ersattes så småningom av Volvo 340.

## Historia
När Volvo Personvagnar förvärvade DAF:s personbilsdivision 1975 hade DAF 66 redan tillverkats sedan 1972 då den ersatte DAF 55. Volvo tog vara på DAF:s modell för att kunna ta sig in på marknaden för kompakta familjebilar som bland annat populariserats av den första generationen Volkswagen Golf. Volvo 66 lanserades i augusti 1975 och blev en större framgång än DAF-modellen, vilket ledde till att DAF 66 slutade tillverkas 1976. De yttre förändringarna på Volvomodellen var minimala, men bland annat monterande man strålkastartorkare och strålkastarspolare som standard, bytte stötfångare fram och bak mot kraftigare sådana i stil med de som fanns på Volvos andra modeller vid denna tid, och från och med årsmodell 1977 fanns även en torkare till bakrutan på herrgårdsvagnsversionen. De tekniska, säkerhetsmässiga och inre förändringarna var dock fler och bland annat ökad vridstyvhet, bättre rostskydd, bättre deformationszoner, nackskydd som standard och även en parkeringsväxel i Variomaticväxellådan.
Modellen fanns tillgänglig med två karosstyper, en 2-dörrars sedan och en 3-dörrars herrgårdsvagn.

## Galleri

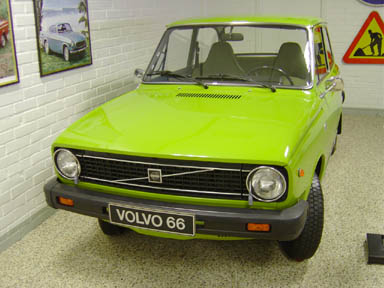
En Volvo 66 på Volvos museum i Göteborg.
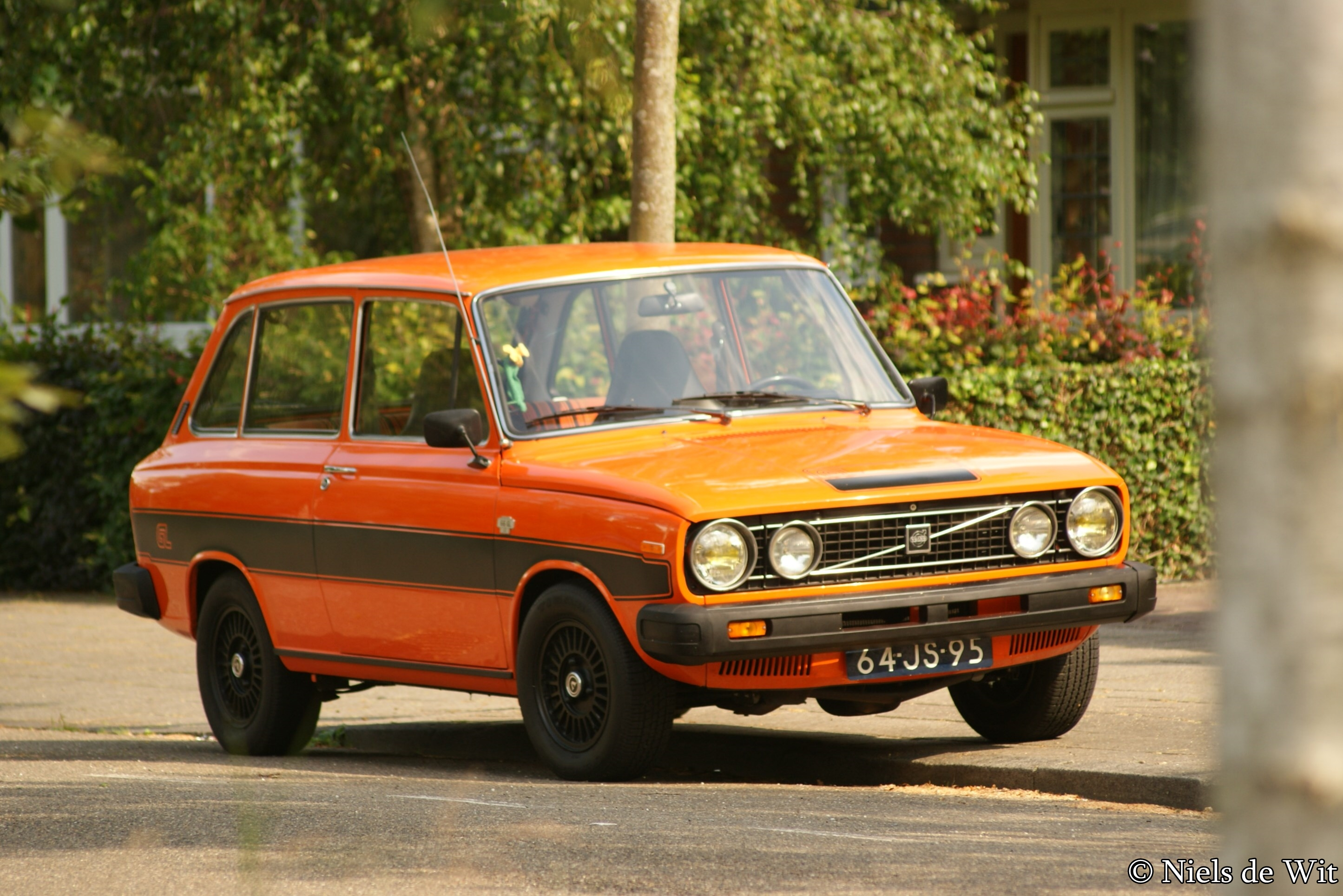
En 1976 års Volvo 66 i herrgårdsvagnsutförande.
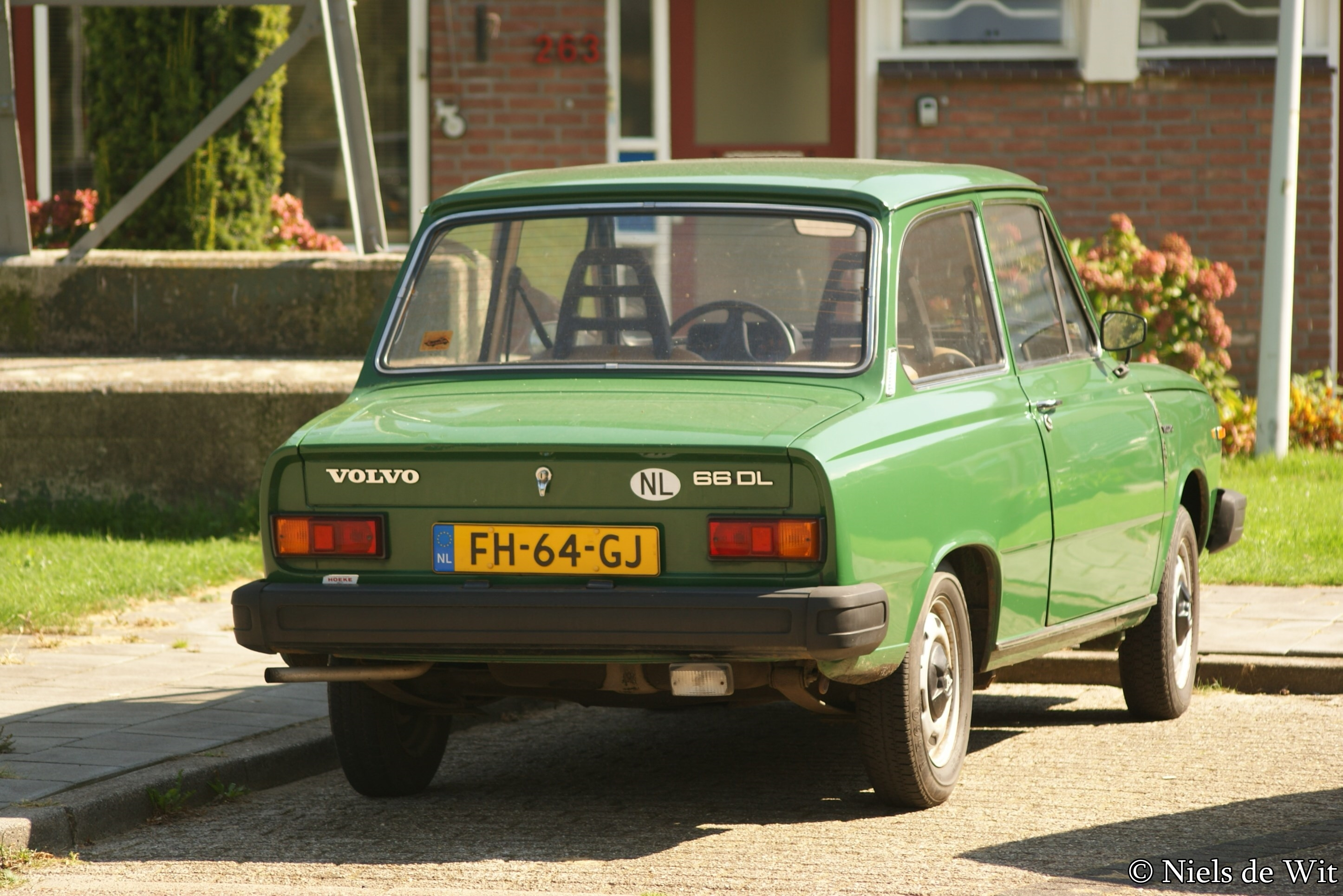
Bakpartiet på sedanmodellen.